# Црква Рођења Светог Јована у Божићима
Црква Рођења Светог Јована једнобродна је грађевина у селу Божићи, Сребреница, Република Српска. Припада епархији зворничко-тузланској, а посвећена је Рођењу Светог Јована.
Градња цркве започета је 2011. године, а темеље је осветио Епископ зворничко-тузлански Василије 7. јула 2012. године. Сазидана је од ситне цигле, димензија је 14 × 8 m и завршена је 2012. године, али још увек није освећена.
Храм није живописан и још увек нема иконостас.